# Marcantonio Durando
Marcantonio Durando (Mondovì, 22 maggio 1801 – Torino, 10 dicembre 1880) è stato un presbitero italiano, fondatore delle Suore nazarene della Passione. Fu beatificato nel 2002.

## Biografia
Fratello dei generali Giacomo Durando e Giovanni Durando, nacque il 22 maggio 1801 a Mondovì, in provincia di Cuneo, manifestando fin da giovanissimo il desiderio di partire missionario per la Cina. Entrò nella Congregazione della Missione; il 12 giugno 1824 ricevette l'ordinazione sacerdotale, rimanendo però dal 1829 sino alla morte nella casa di Torino, di cui divenne superiore. Svolse quindi la sua opera nelle missioni popolari, che predicò in molti paesi piemontesi; sostenne e diffuse inoltre la neonata opera della Propaganda Fide, istituita a Lione nel 1822. Nel 1855 inaugurò il collegio Brignole-Sale per le missioni estere, nelle quali non si limitò a predicare, intervenendo anche concretamente dove la situazione di povertà lo richiedeva. La preoccupazione verso i poveri fu l'altro risvolto della sua passione missionaria. 
Introdusse nell'Italia settentrionale le Figlie della Carità, congregazione nata da san Vincenzo e santa Luisa di Marillac. Diffuse l'associazione mariana della Medaglia miracolosa tra le giovani. Nel 1837 fu nominato visitatore della Provincia del Nord-Italia dei missionari vincenziani, carica che ricoprì fino alla morte. Nell'ambito della sua intensa e multiforme attività fu nominato direttore delle suore di San Giuseppe, contribuì inoltre alla redazione delle regole delle Suore di Sant’Anna, divenne anche guida spirituale delle Clarisse cappuccine del nuovo monastero di Santa Chiara e direttore delle Suore penitenti di Santa Maria Maddalena. Il 21 novembre 1865 affidò alla Serva di Dio Luigia Borgiotti le prime postulanti della nuova congregazione da lui fondata, la "Compagnia della Passione di Gesù Nazareno", le cui componenti sono meglio conosciute come "Suore Nazarene". Morì a Torino il 10 dicembre 1880, all'età di 79 anni. I suoi resti mortali furono tumulati nel "Santuarietto della Passione" annesso alla chiesa della Visitazione a Torino.

## Beatificazione
La causa di beatificazione, iniziata a Torino nel 1928, portò il 1º luglio 2000 al riconoscimento delle sue virtù eroiche, il 20 dicembre 2001 all'approvazione di un miracolo ottenuto per sua intercessione e il 20 ottobre 2002 alla sua beatificazione da parte di papa Giovanni Paolo II. La memoria liturgica ricorre il 10 dicembre.

## Il miracolo per la beatificazione
Ai fini della beatificazione la Chiesa cattolica ha considerato miracolosa la guarigione di Maria Stella Ingianni, sposata con Giuseppe Umberto Vottero, la quale il 28 novembre 1932 diede alla luce, in casa, una figlia. Ma apparvero poco dopo i sintomi di una grave gestosi eclamptica post-partum, con convulsioni prolungate e infine coma, che fecero ritenere ai medici la morte imminente della donna. I familiari, insieme ad alcune suore di Gesù Nazareno, invocarono l'intercessione di Padre Durando. Il mattino seguente l'inferma uscì dal coma, ristabilendosi poi completamente. La Consulta Medica, il 19 febbraio 2001, dichiarò la guarigione repentina, completa, stabile e scientificamente inspiegabile. Ascoltato il parere favorevole della Congregazione per le cause dei santi, papa Giovanni Paolo II approvò il decreto sul miracolo, aprendo la via alla beatificazione.